# Козница (община Владичин хан)
Вижте пояснителната страница за други значения на Козница.
Козница (на сръбски: Козница или Koznica) е село в Югоизточна Сърбия, Пчински окръг, община Владичин хан.

## Население
Според преброяването на населението от 2011 г. селото има 208 жители.

### Етнически състав
Данните за етническия състав на населението са от преброяването през 2002 г.
- сърби – 232 жители
- неопределени – 2 жители
- неясно – 1 жител